# Paul Johann Anselm von Feuerbach

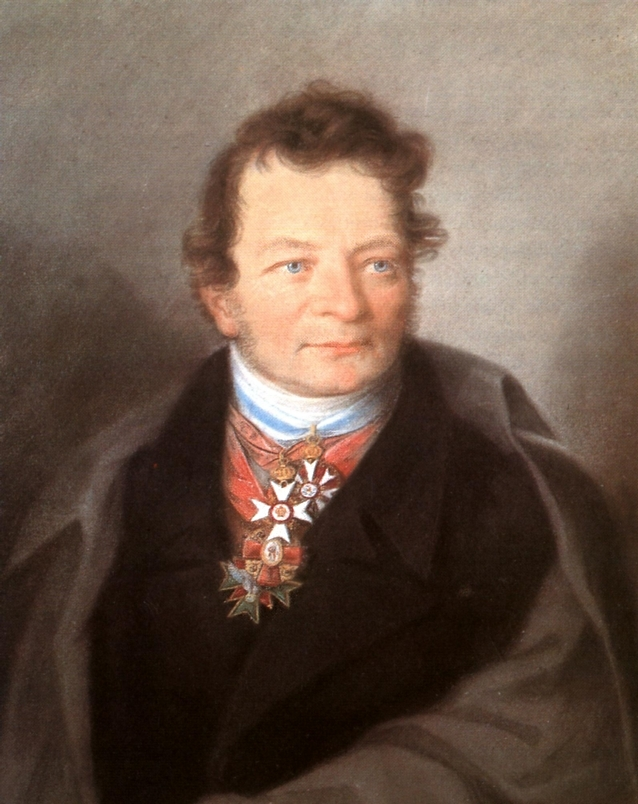
Paul Anselm von Feuerbach

Ridder Paul Johann Anselm von Feuerbach (Hainichen, 14 november 1775 – Frankfurt am Main, 29 mei 1833) was een Duits rechtsgeleerde en hoogleraar.

## Levensloop
Hij was de oudste in het gezin van Johann Anselm Feuerbach (1755-1827) en Sophie Sibylle Christina Krause (1751-1797). Hij studeerde vanaf 1792 aan de Universiteit van Jena, eerst wijsbegeerte, vervolgens rechten. Hij promoveerde op zijn thesis Untersuchung über das Verbrechen des Hochverrats (Erfurt 1798) en werkte vervolgens als privédocent. Hij promoveerde tot doctor in de wijsbegeerte in 1795 en tot doctor in de rechten in 1799. Nadat hij zijn rechtenstudies aan de Universiteit van Gießen had voltooid, trok Johann met zijn gezin naar Frankfurt am Main, en vestigde er zich als advocaat.
In 1801 werd hij buitengewoon hoogleraar aan de Universiteit van Jena. Hij doceerde er rechten en leenrecht. In 1802 ging hij doceren aan de Universiteit van Kiel en in 1804 aan de Universiteit van Landshut. Hij kreeg de opdracht een Beiers strafwetboek te ontwerpen In 1805 werd hij benoemd tot referendaris in het Beiers ministerie van Justitie en Politie en in 1808 tot 'Geheimrat'. Hij had al in 1808 een ontwerp opgemaakt voor de afschaffing van folteringen: Entwurf zur Abschaffung der Folter, een eerste stap om mistoestanden in de Beierse misdaadbeteugeling recht te zetten. Hij werd dat jaar erelid van de Beierse Academie voor Wetenschappen.
Hij lag met zijn studies aan de basis van het Strafwetboek voor Beieren, dat in 1813 van kracht werd. Ook andere Duitse staten namen het als hun strafrecht aan. Een principe dat hij in 1801 al vooropstelde was "Nullum crimen, nulla poena, sine lege" (Geen misdrijf, geen straf, zonder wet; zie legaliteitsbeginsel).
Op koninklijk bevel ontwierp Feuerbach vanaf 1807 een burgerlijk wetboek voor Beieren, gebaseerd op de 'Code civil' van Napoleon. Het werd in druk gegeven maar niet in toepassing gebracht. 
In 1812 bezorgde hij, samen met Adam von Aretin en Staatsrat Nikolaus Thaddäus von Gönner, de redactie van de Codex Maximilianeus Bavaricus civilis.
Toen Duitsland de Franse overheersing overwon en de staten hun onafhankelijkheid herwonnen, drukte Feurbach zijn nationalistische gevoelens uit in verschillende publicaties, onder meer in zijn Über deutsche Freiheit und Vertretung deutscher Völker durch Landstände, (Leipzig 1814).

In 1814 werd hij tot Tweede voorzitter benoemd in het hof van beroep van Bamberg, in 1817 tot Eerste voorzitter van het hof van beroep in Ansbach en in 1821 tot Staatsrat.

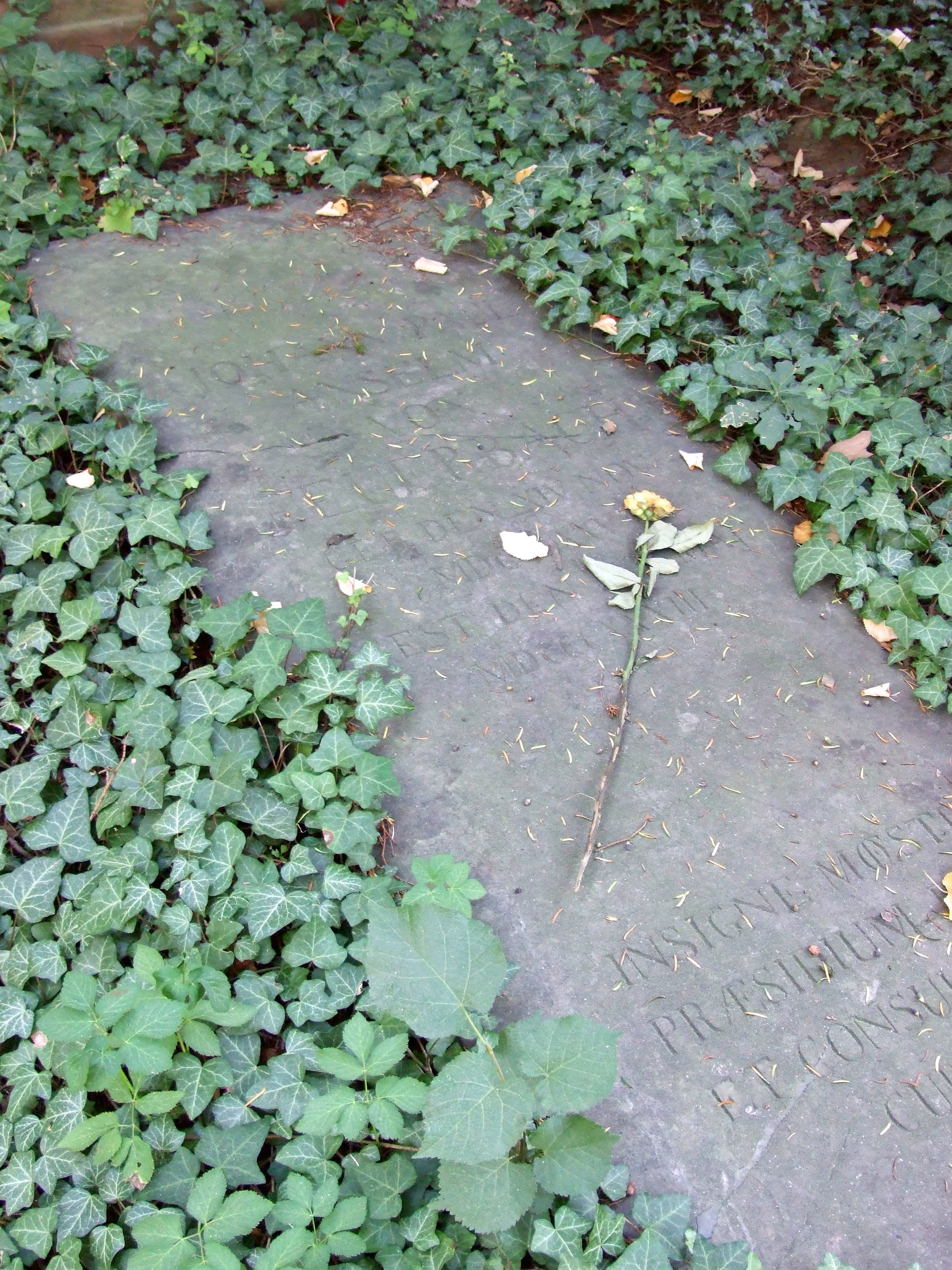
Graf van Paul Anselm Feuerbach.

Hij overleed aan een beroerte in 1833 en werd op het hoofdkerkhof van Frankfurt begraven.

## Familie
Feuerbach was getrouwd met Wilhelmine Tröster (1774–1852). Haar vader, Ernst Tröster, was een onecht kind van hertog Ernst August I van Saksen-Weimar-Eisenach. Het echtpaar kreeg vijf zoons, die opvallende loopbanen doorliepen, en drie dochters:
- Joseph Anselm Feuerbach (1798–1851) was archeoloog en filoloog. Zijn zoon Anselm Feuerbach (1829–1880) werd schilder.
- Karl Wilhelm Feuerbach (1800–1834) werd wiskundige.
- Eduard August Feuerbach (1803–1843) werd rechtsgeleerde.
- Ludwig Andreas Feuerbach (1804–1872) werd filosoof en antropoloog.
- Friedrich Heinrich Feuerbach (1806–1880) werd filoloog en filosoof.

De drie dochters waren:
- Rebekka Magdalena Feuerbach (1808–1891).
- Leonore Feuerbach (1809–1885).
- Elise Feuerbach (1813–1883).

## Werk

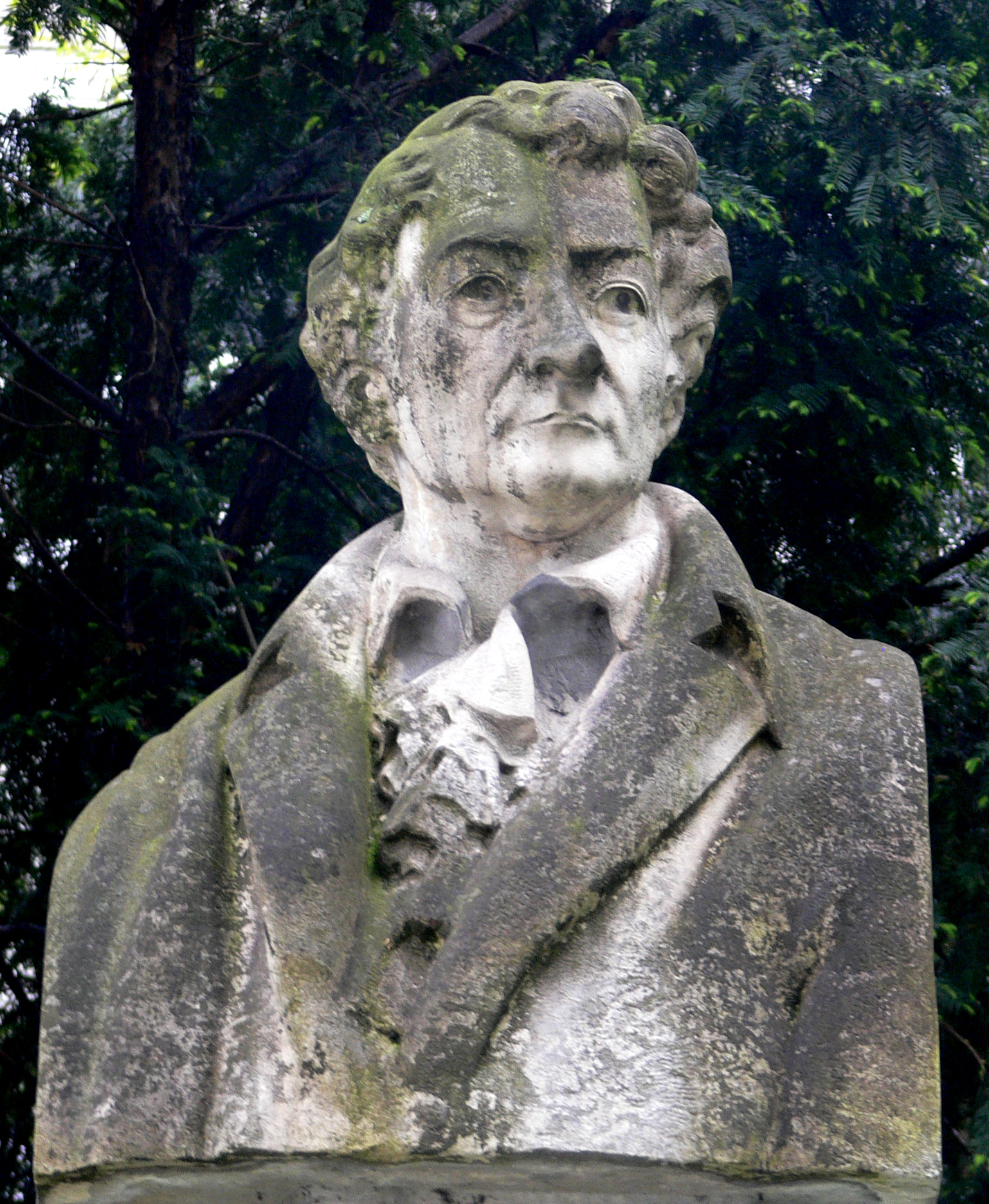
Monument voor de hertogen van Saksen in Jena

Feuerbachs eerste geschriften waren van filosofische aard en zijn terug te vinden in het in 1795 gepubliceerde tijdschrift Apollo en in Niethammers Philosophischem Journal. 
Feuerbach is een van de baanbrekers geweest voor het moderne strafrecht. Hij ontwikkelde een theorie om op objectieve gronden een onderscheid te maken tussen (niet-strafbare) voorbereidingshandelingen en (strafbare) uitvoeringshandelingen van een misdrijf. Hij was ook bepalend voor de theorieën over psychologische dwang. Hij werd ook bekend door zijn studie gewijd aan de enigmatische figuur van Kaspar Hauser, met zijn boek Kaspar Hauser. Beispiel eines Verbrechens am Seelenleben des Menschen (Neurenberg, 1828). 

### Publicaties
- Über die einzig möglichen Beweisgründe gegen das Dasein und die Gültigkeit der natürlichen Rechte (Leipzig/Gera, 1795).
- Kritik des natürlichen Rechts  (Altona 1796);
- Anti-Hobbes, oder über die Grenzen der bürgerlichen Gewalt und das Zwangsrecht der Unterthanen gegen ihre Oberherren (Gießen 1798);
- Revision der Grundsätze und Grundbegriffe des positiven peinlichen Rechts (Erfurt 1799 und Chemnitz 1800, 2 Tle.),
- Über die Strafe als Sicherungsmittel vor künftigen Beleidigungen des Verbrechers (das. 1799)
- Lehrbuch des gemeinen in Deutschland geltenden Peinlichen Rechts. Heyer, Giessen 1801.
- (samen met Karl Ludwig Wilhelm von Grolman en Ludwig Harscher von Almendingen) Bibliothek für die peinliche Rechtswissenschaft und Gesetzkunde (Göttingen 1800 und Gießen 1803, Bd. 2 u. 3).
- Lehrbuch des gemeinen, in Deutschland geltenden peinlichen Rechts (Gießen 1801). Hierin hield hij voor: nulla poena sine lege („geen straf zonder wetgeving“), dat een van de kernelementen werd van de rechtsstaat en waaruit als principes volgde:
  - dat de wetgeving algemene bekendheid moest hebben,
  - de ten laste gelegde feiten moesten duidelijk geformuleerd zijn,
  - de gevolgen van het veroorzaakte onrecht en de maatstaven van de bestraffing moesten vooraf vast liggen.
- Zivilistischen Versuchen (Gießen 1803, 1. Teil)
- Kritik des Gallus Aloys Kaspar Kleinschrod Entwurfs zu einem peinlichen Gesetzbuch für die kurpfalzbayrischen Staaten (Gießen 1804, 3 Bände).
- Merkwürdige Kriminalrechtsfälle (Gießen 1808 und 1811, 2 vol.; Gießen 1839 Vol. 3.) beschreef voor het eerst de psychologische implicaties van criminele daden.
- Über Philosophie und Empirie in ihrem Verhältnis zur positiven Rechtswissenschaft (Landshut 1804);
- Blick auf die deutsche Rechtswissenschaft (München 1810);
- Themis, oder Beiträge zur Gesetzgebung (Landshut 1812).
- Betrachtungen über die Geschwornengerichte (Landshut 1813)
- Erklärung über meine angeblich geänderte Überzeugung in Ansehung der Geschwornengerichte (Jena 1819)
- Über Öffentlichkeit und Mündlichkeit der gerichtlichen Verhandlungen (Gießen 1821)
- Über die Gerichtsverfassung und das gerichtliche Verfahren Frankreichs(Gissen 1825)
- Aktenmäßige Darstellung merkwürdiger Verbrechen (Gießen 1828–1829, 2 Bände; Frankfurt a. M. 18493)
- Kleine Schriften vermischten Inhalts (Neurenberg 1833, 2 Abteilungen).
- Kaspar Hauser, Beispiel eines Verbrechens am Seelenleben des Menschen (Ansbach 1832).